# Impôt sur les sociétés au Royaume-Uni
L'impôt sur les sociétés au Royaume-Uni (United Kingdom corporation tax) concerne: 
les entreprises, les permanent establishments ne résidant pas au Royaume-Uni et les associations dont les échanges se font dans l'Union européenne. 

## Historique
- Avant la promulgation de la loi du 1er avril 1965 les entreprises et les particuliers payaient le même impôt sur le revenu, avec un supplément d'impôt sur les bénéfices perçus par les entreprises. La loi de finances de 1965[1] a remplacé ce dispositif pour les entreprises et les associations par un seul impôt sur les sociétés.  Une modification est intervenue à nouveau en 1988.
- Le premier amendement de l'impôt sur les sociétés avait transformé le système d'imputation de 1973 en un système dans lequel une personne physique percevant des dividendes a droit à un crédit d'impôt équivalent à l'impôt sur les sociétés déjà payée par la société qui paie les dividendes.
- Depuis 1997[2], les règles régissant l'impôt sur le revenu et l'impôt sur les sociétés ont été dissociées[3],[4]. Le système classique a été réintroduit en 1999, avec l'abolition des avances d'impôts et le remboursement des crédits d'impôt sur les dividendes. Cela a eu pour conséquence de diviser par trois le principal taux d'imposition.
- Le gouvernement britannique a été critiqué par la Cour européenne de justice qui a jugé que certains des aspects de l'impôt sur les sociétés étaient incompatibles avec les traités de l'Union européenne. Le gouvernement travailliste, soutenu par les partis d'opposition, avait exprimé son engagement à le réformer.

En 2021, le ministre britannique des Finances, Rishi Sunak annonce vouloir relever le taux de l'impôt sur les sociétés de 19 % à 25 % d'ici à 2023. Chaque pour cent de plus devrait correspondre à 3,3 milliards de livres de recettes annuelles supplémentaires, la mesure pouvant théoriquement rapporter jusqu'à 20 milliards à l'Etat chaque année. Néanmoins, elle ne s'appliquera pas aux PME réalisant moins de 50 000 livres de bénéfices, soit 70 % des entreprises. Ensuite, le taux augmentera progressivement à 25 % entre 50 000 et 250 000 livres de bénéfices, ce qui signifie que seules les 10 % d'entreprises les plus rentables acquitteront le taux plein. De surcroît, une super-déduction fiscale de 130 % sera accordée aux entreprises qui investissent sur les deux prochaines années.